# 심종현
심종현(沈鍾賢, 1925년 ~ ?)은 대한민국의 조직폭력배이다. 김두한의 부하로 활동하다가 종로의 우두머리가 된 후 동대문파에 들어갔고 충정로 도끼 사건 때 동대문파를 배신하고 명동파에 협력했다가 체포당했다.

## 심종현이 나오는 작품
- 《무풍지대》(1989) (배우: 유병준)
- 《야인시대》(2002) (배우: 정호근, 구보석)